# آب گوجه‌فرنگی

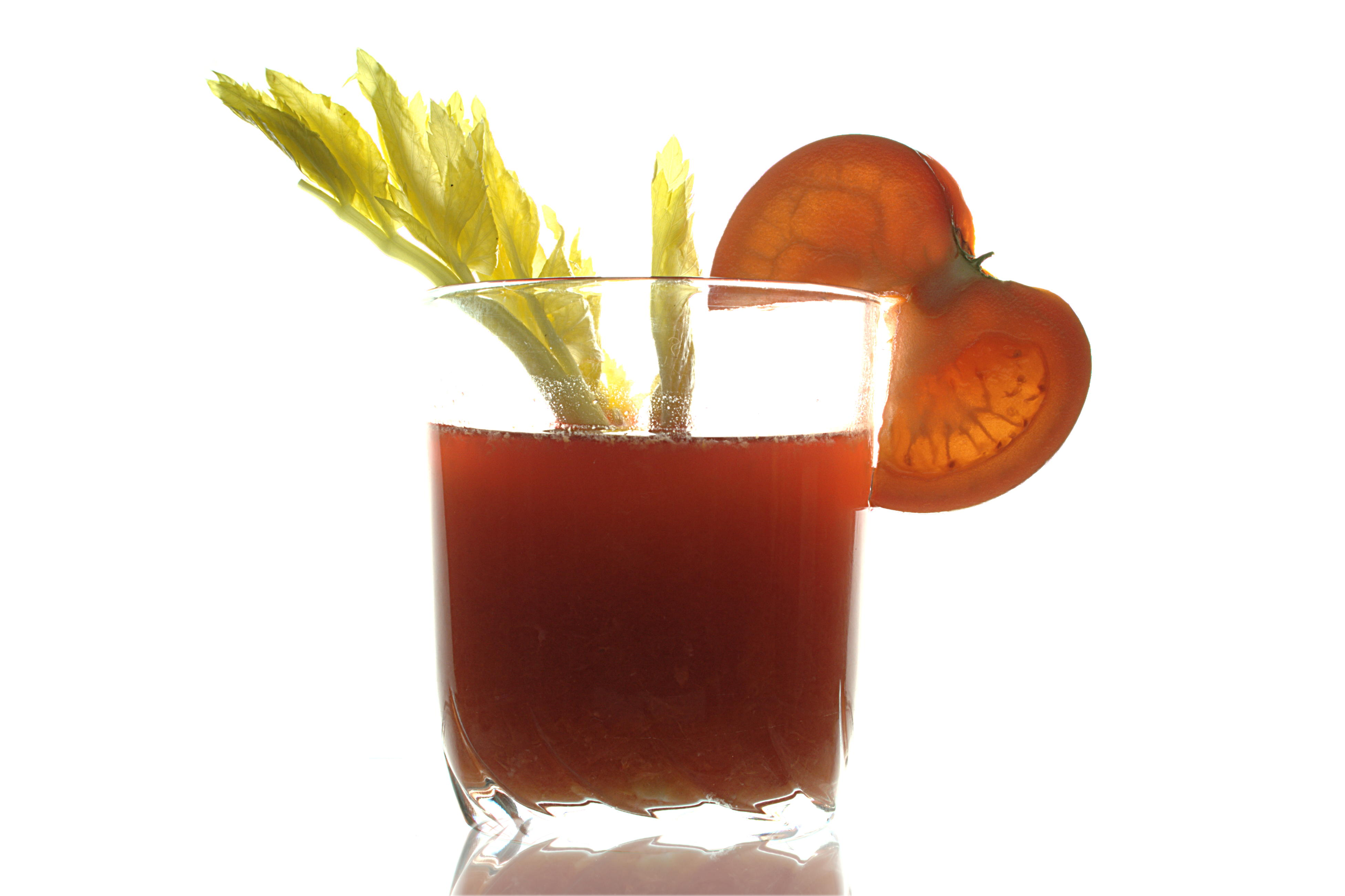
آب گوجه‌فرنگی در لیوان، تزئین‌شده با گوجه و ساقۀ کرفس

آب گوجه‌فرنگی (انگلیسی: Tomato Juice) عصاره و آب‌میوه گوجه‌فرنگی است که را معمولاً به عنوان نوشیدنی خالص مصرف یا در تهیه کوکتل استفاده می‌کنند.
آب گوجه‌فرنگی را نخستین بار در سال ۱۹۱۷ لوییس پرین در هتلی در جنوب ایندیانا به عنوان یک نوشیدنی استفاده کرد. او که برای پذیرایی از مهمانان با کمبود آب‌پرتقال مواجه شده بود، از آب گوجه‌فرنگی استفاده کرد. نوشیدنی ابداعی مخلوطی از آب گوجه‌فرنگی، شکر و سس مخصوص خود او بود. البته گرفتن آب گوجه در حجم بالا کار دشواری است و بهترین روش استفاده از دستگاه آب گوجه‌گیری صنعتی می‌باشد که بتواند آب تعداد زیادی گوجه را در سریع‌ترین زمان بگیرید. برخی از مزیت‌های این دستگاه عبارت است از:
- چندکاره بودن دستگاه
- آبگیری تعداد زیادی گوجه در سریع‌ترین زمان
- آبگیری گوجه بدون تغییر رنگ و مزه